# Giovanni Gabrieli
Giovanni Gabrieli (født 1553–1556?, død 12. august 1612) italiensk
komponist og organist.
Nevø til Andrea Gabrieli.
Ved sin lidenskabelige udtryksvilje samt sin sans for differentierede klangfarve viser han i sin musik en personlig intensitet, som næppe er forekommet før, i det mindste ikke i kirkelig musikalsk stil.

## Biografi
Gabrieli blev mest sandsynlig født i Venedig. Faderen kom fra byen Carnia og rejste til Venedig kort tid før Giovanni blev født. Giovanni studerede hos sin onkel, komponisten Andrea Gabrieli, som også kan have opfostret sin nevø. Giovanni var en periode ved Albert V af Bayerns hof i München for at studere hos Orlando di Lasso, sandsynligvis var han her til 1579. I 1584 eller 1585 blev han andenorganist i Markuskirken i Venedig, og efter sin onkels død i 1586 overtog han dennes position som komponist og førsteorganist.
Efter onkelens død begyndte Giovanni at udgive meget af hans musik. Andrea offentliggjorde selv kun lidt, men Giovanni mente tydeligvis, at hans musik var god nok til at blive udgivet og har derfor æren for, at meget af onkelens musik er bevaret.
Gabrielis karriere tog fart efter, at han tog en tillægspost ved Scuola Grande di San Rocco. I lighed med posterne ved San Marco beholdt han denne livet ud. San Rocco var den mest prestigefyldt og velstående af alle venetianske broderskaber, og havde næst efter Markuskirken det største musikmiljø. Meget af Gabrielis musik blev skrevet for San Rocco, men det meste skrev han nok for San Marco.
Markuskirken var en af tidens ledende musikalske institutioner og Gabrielis virke der gjorde han til en af de mest betydningsfulde komponister i Europa. Hans indflydelsesrige Sacrae symphoniae (1597) skabte en sådan furore, at der kom komponister fra hele Europa til Venedig for at studere hos ham. Han fik tydeligvis sine elever til at studere madrigaler med det samme, forforuden den grandiose venetianske flerkors-stil tog de også med sig den mere intime madrigalstil. Heinrich Schütz og andre hjalp til at overføre impulser fra den tidlige barokmusik til Tyskland, en trend som fik stor betydning for musikhistorien fremover. Den tyske barok, som kulminerede med Johann Sebastian Bachs musik, var grundlagt på denne stærke venetianske tradition.
Efter ca. 1606 blev Gabrieli stadig sygere og man begyndte at udnævne assistenter til opgaver han ikke længere kunne udføre. I 1612 døde han af komplikationer efter nyresten.

## Musik
Gabrieli komponerede i mange af tidens stilarter, men bortset fra tidlig i karrieren skrev han kun vokal og instrumental kirkemusik.
Som andre komponister før ham benyttede han Markuskirkens specielle arkitektur med modstående balkoner til at skabe usædvanlige rumvirkninger. Man opsatte to kor, som stod adskilt på hver sin balkon og sang sammen i flerstemt polyfoni. Derved opstod en stereofonisk virkning, hvor akustikken og ekkoet var en del af effekterne. På den tid var det almindelig at udfylle eller erstatte vokalstemmer med instrumenter, og efterhvert begyndte Gabriel at skrive rene instrumentale satser, hvor han tog hensyn til instrumenternes særpræg.
Størstedelen af musikken er skrevet således, at et kor eller en instrumentalgruppe først høres til venstre og derefter svares af musikere til højre (antifon). Gabrieli var den første, som lavede nøje anvisninger til sammensætning af instrument- og sangergrupper. Akustikken i Markuskirken – og den har ændret sig lidet på fire hundrede år – var således at ret placerede instrumenter kunne høres klart og tydeligt langt væk. Dermed kan instrumentering, som ser pudsig ud på papiret, lyde perfekt balanceret i San Marco.
Et af hans mest kendte stykker, In Ecclesiis er et godt eksempel på flerkors-stil med fire separate instrumentalgrupper og sangere, som støttes af en stadig generalbas.

## Værker
Gabrieli regnes som den vigtigste musikalske figur i overgangen mellem renæssance- og barokmusikken. Han brugte generalbas allerede tidligt i karrieren, og han var en af de første i musikhistorien, som brugte dynamiske markeringer (i Sonata pian e forte).
Legendariske komponister som Michael Praetorius og specielt Heinrich Schütz var elever af Gabrieli.
De første offentliggjorte af hans værker blev udgivet i en samling, som udkom i Venedig i 1575. I 1587 udgav han en samling af onkelen Andreas' sange.
De vigtigste af Gabrielis samlinger er
- En samling benævnt Concerti di A. et di G. Gabrieli (1587),
- Ecclesiasticae cantiones (1589, for 4‒6 stemmer)
- Madrigaler for 5 stemmer (1589)
- Sacrae symphoniae I (1597, for 6‒16 stemmer for sang og orkester)
- Orgelmusik, tre bind (1608, bind III størstedelen kormusiksafskrivinger)
- Symphoniae sacrae II (1615, for 6‒19 stemmer), posthumt
- Canzoni e sonate (1615, for 3‒22 stemmer), posthumt

Komplet liste på Værker af Giovanni Gabrieli.